# Митрополија двије Америке
Митрополија двије Америке (рум. Mitropolia Ortodoxă Română a celor Două Americi) је митрополија Румунске православне цркве. Једна је од четири румунских православних митрополија које се налазе изван Румуније.
Надлежни архијереј је господин Николаје, а сједиште митрополије се налази у Чикагу.
Уздигнута је са нивоа архиепископије на ниво митрополије 2016. године, а основане су и двије епархије у њеном саставу:
- Архиепископија за Сједињене Америчке Државе са седиштем у Чикагу
- Епархија за Канаду са седиштем у Монтреалу